# Hermann Sachse (Chemiker)
Hermann Sachse  (* 31. Mai 1862 in Gera; † 1893 in Berlin) war ein deutscher Chemiker (Organische Chemie). Er war ein Pionier der Stereochemie und Konformationslehre von Ringen, die von Ernst Mohr ab 1916 weiter ausgebaut wurde (Sachse-Mohrsche Theorie).
Sachse wurde 1889 in Berlin promoviert und war Assistent von Augustyn Bistrzycki (1862–1936) an der TH Berlin-Charlottenburg.
Sachse wies 1890 als Erster darauf hin, dass es aufgrund der Tetraederanordnung der Bindungen des Kohlenstoffs räumlich verschiedene Konformationen des Cyclohexans geben kann und dieses nicht, wie Adolf von Baeyer annahm, eben sei (wenn auch mit Spannungen in den Bindungen, die nach Baeyer zunahmen je mehr Kohlenstoffatome in den Ringen waren). Das fand zunächst wenig Beachtung, auch wenn Ernst Mohr (Sachse-Mohrsche Theorie) dies um 1916 aufgriff, und bis in die 1920er Jahre dominierte die Vorstellung, dass Cyclohexan eben sei wie Benzol. Erst mit den Arbeiten von Leopold Ruzicka in den 1930er Jahren über Ringe mit noch mehr Kohlenstoffatomen (die man zuvor für nicht möglich hielt) setzte sich das räumliche Bild von Cyclohexan mit mehreren Konfigurationen durch.

## Schriften
- mit Ernst Mohr: Zur Konformation des Cyclohexans. Ostwalds Klassiker der exakten Wissenschaften, 274.
- Geometrische Isomerien der Hexamethylenderivate. Berichte Deutsche Chem. Ges., 1890.